# Brother Bear 2
Brother Bear 2 is een Amerikaanse animatiefilm uit 2006 geproduceerd door Disney onder regie van Ben Gluck. Het is een direct-naar-videovervolg op de animatiefilm Brother Bear.
Daar waar de eerste film Kenais relatie met Koda behandelde, focust deze film zich meer op zijn band met een meisje genaamd Nita. Uit de originele film keren slechts vijf personages weer terug in deze film: Kenai, Koda, Rutt, Tuke, en Tug.

## Verhaal
De film begint enkele maanden na de vorige film. Kenai en Koda ontwaken net uit hun winterslaap en trekken naar Crowberry Ridge voor de eerste bessen van het seizoen.
Kenai heeft een droom over een meisje genaamd Nita. Hij droomt hoe fijn hun kindertijd was, totdat Nita door het ijs zakt en bijna verdrinkt. In zijn droom redt hij Nita uit het water en maakt hij een kampvuur. Op dat moment geeft Kenai zijn amulet aan Nita, als een teken van liefde. Dit gebeurt tijdens de equinox, een magische gebeurtenis waarbij de geesten van de winter weer lente maken, en alle blaadjes weer aan de bomen laten groeien. Daarna wordt Nita opgehaald door haar vader, en eindigt de droom. Als Kenai wakker wordt is Koda nieuwsgierig naar wie Nita is. Nita is een vriendinnetje van Kenai van uit zijn kindertijd, en ze komt uit een andere stam dan die van Kenai. Nita wil met een man trouwen die Atka heet. Als ze eindelijk gaat trouwen, en het moment zover is, verbreken de geesten de bruiloft door een plotselinge donderstorm te ontwikkelen, en de bliksem te laten inslaan op een rots die naar beneden valt en een grote scheur in de grond nalaat om Atka en Nita te scheiden. Later die avond vertelt de sjamaan van het dorp aan Nita dat ze al verloofd is met iemand, en dat diegene Kenai is, de beren-jongen. Ze kan die band alleen verbreken door samen met Kenai naar Hokani Falls te reizen en tijdens de equinox het amulet samen te verbranden die Kenai in zijn kindertijd aan Nita gaf. 
De geesten geven Nita de mogelijkheid om met Kenai te praten, en ze gaat op zoek naar Kenai, en vindt hem. In eerste instantie is er een gevecht tussen Kenai en Nita, omdat Koda in gevaar lijkt te zijn. Maar dan herkent Kenai Nita, en raken ze aan de praat. Nita legt hem uit wat ze moet doen, en hiermee is Kenai niet blij, maar stemt uiteindelijk toch mee in om samen met Nita naar Hokani Falls toe te gaan om het amulet te verbranden. Maar diep van binnen is Nita nog steeds verliefd op Kenai, maar wil dit niet toegeven. Samen maken ze van alles mee, waaronder Koda die wegloopt. Eindelijk aangekomen, bewonderen ze de equinox nog even, en maken ze daarna een vuurtje om het amulet te verbranden. Dit is een emotioneel moment, en na deze gebeurtenis is de praat betovering van Nita verbroken en rent ze met tranen in haar ogen naar huis. 
Koda beseft wel dat Kenai en Nita nog steeds verliefd op elkaar zijn en vraagt de geest van zijn moeder om Kenai weer in een mens te veranderen zodat hij bij Nita kan zijn. Ook gaat Koda naar Nita's dorp toe om Nita te halen, wat een grote fout blijkt te zijn. Kenai komt Koda redden uit het dorp van Nita, en ze vluchten. Maar de jagers van het dorp achtervolgen ze. Kenai raakt gewond, en valt uiteindelijk van een afgrond naar beneden. Natuurlijk is Nita de jagers en de twee beren gevolgd, en ziet ze Kenai met eigen ogen van de afgrond naar beneden vallen. Ze rent naar beneden en troost Kenai. Ook komt Koda erbij, die Kenai eerder in de film tijdens hun vlucht had verstopt in een kleine grot. De geesten verschijnen en Koda legt uit wat hij gedaan heeft. Kenai kan en wil niet terug veranderen in een mens, maar op dat moment maakt Nita de keuze om in een beer te veranderen. Haar vader gaat akkoord, en nadat ze in een beer veranderd is, trouwt ze met Kenai.

## Rolverdeling
| Acteur                | Personage       |
| --------------------- | --------------- |
| Patrick Dempsey       | Kenai           |
| Mandy Moore           | Nita            |
| Jeremy Suarez         | Koda            |
| Rick Moranis          | Rutt            |
| Dave Thomas           | Tuke            |
| Andrea Martin         | Anda            |
| Catherine O'Hara      | Kata            |
| Wanda Sykes           | Innoko          |
| Wendie Malick         | Tante Siqiniq   |
| Kathy Najimy          | Tante Taqqiq    |
| Michael Clarke Duncan | Tug             |
| Jim Cummings          | Bering/Chilkoot |

## Nederlandse-Vlaamse versie
| Acteur                 | Personage     |
| ---------------------- | ------------- |
| Staf Coppens           | Kenai         |
| YvonJane van Leeuwen   | Nita          |
| Jasper Sohier          | Koda          |
| Remco Veldhuis         | Rutt          |
| Richard Kemper         | Tuke          |
| Daisy Thys             | Anda          |
| Myriam Bronzwaar       | Kata          |
| Leah Thys              | Innoko        |
| Hetty Heyting          | Tante Siqiniq |
| Beatrijs Sluijter      | Tante Taqqiq  |
| Pim Koopman            | Tug           |
| Michel van Dousselaere | Bering        |
| Hans Hoekman           | Chilkoot      |

## Achtergrond
In de eerste trailer voor de film sprak Jason Marsden de stem in van Kenai, maar hij trok zich terug uit het project voor de definitieve stemopnames begonnen. De aftiteling vermeldt hem nog wel bij de extra stemmen.

## Prijzen en nominaties
Brother Bear 2 werd in 2007 genomineerd voor twee prijzen:
- De Annie Award voor Best Writing in an Animated Feature Production (Rich Burns)
- De C.A.S. Award voor Outstanding Achievement in Sound Mixing for dvd Original Programming